# Erik Arnberger

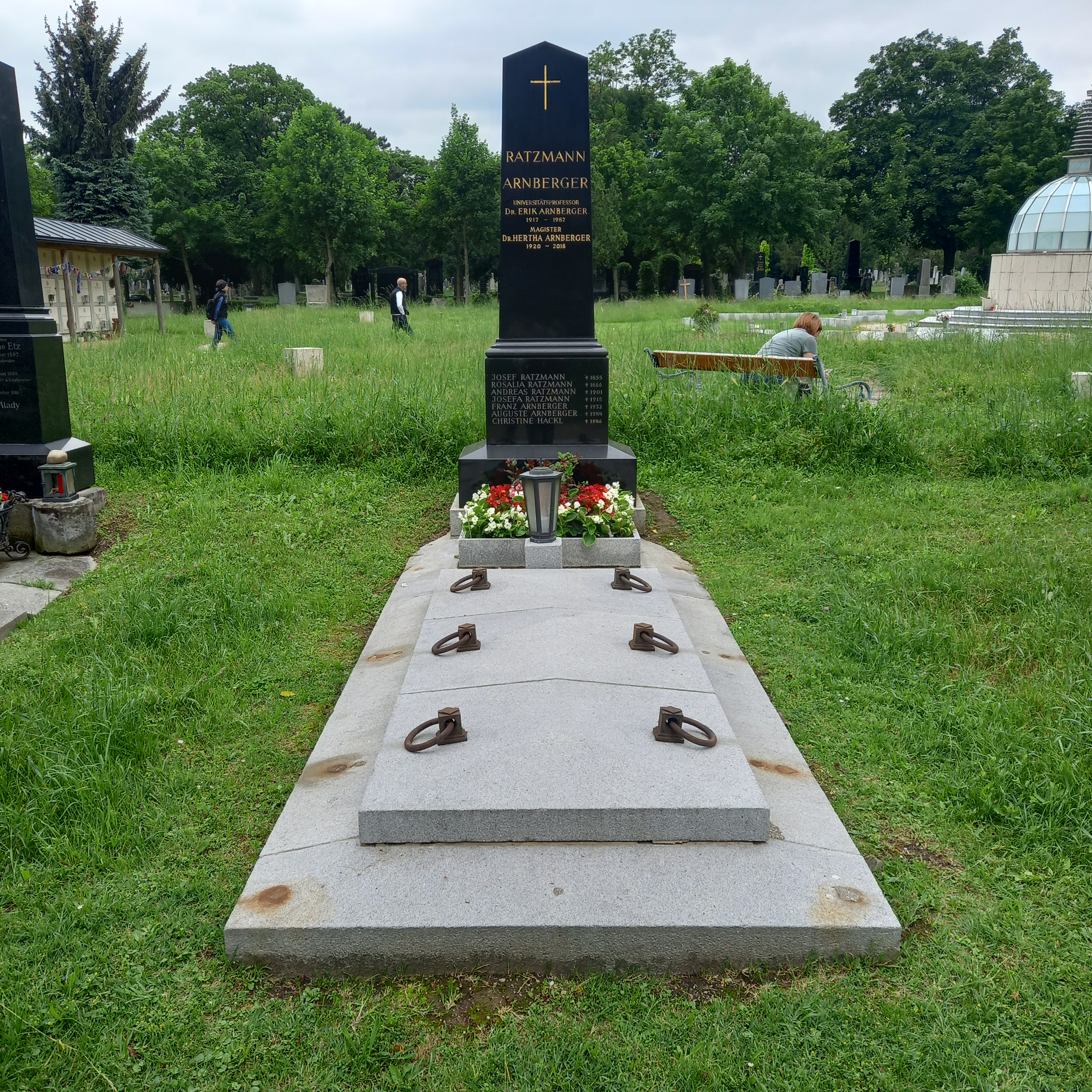
Das Grab von Erik Arnberger und seiner Ehefrau Hertha geborene Jurczak im Familiengrab auf dem Wiener Zentralfriedhof

Erik Arnberger (geboren 22. April 1917 in Wien; gestorben 25. August 1987 ebenda) war ein österreichischer Kartograf.

## Leben
Arnberger wuchs als Sohn des Lehrers Franz Arnberger und dessen Frau Auguste Arnberger (geborene Brinninger) auf. Nach Abschluss der Matura studierte er ab 1937 Geographie, Geologie und Meteorologie an der Universität Wien. Durch seine Studienwahl und Interessen kam er dabei mit dem Fach der Kartografie in Berührung. Aufgrund des Zweiten Weltkriegs musste er sein Studium unterbrechen, da er 1940 zur Wehrmacht eingezogen wurde und nach Kriegsende in Kriegsgefangenschaft geriet.
Im Juni 1948 promovierte er zum Dr. phil. und ging in den folgenden Jahren verschiedenen beruflichen, wissenschaftlichen sowie ehrenamtlichen Tätigkeiten nach. Er war unter anderem Sachbearbeiter an der Österreichischen Akademie der Wissenschaften, leitete ein Hauptreferat des Österreichischen Statistischen Zentralamts und betreute die Fertigstellung des »Atlas von Niederösterreich und Wien« sowie des »Atlas der Republik Österreich«.
Lehrtätigkeit und Ämter
Parallel zu seinen anderen Tätigkeiten übernahm Arnberger Lehraufträge an Schulen und Universitäten, zunächst 1946/47 an der Handelsakademie Wien für Wirtschaftsgeographie, dann von 1955 bis 1966 an der Hochschule für Welthandel in Wien, sowie von 1961 bis 1963 an der Universität Wien, wo er 1963 habilitierte. 1966 wurde Arnberger zum außerordentlichen Professor an die Universität Wien berufen, seine ordentliche Professur erhielt er 1968 und übte diese bis 1983 aus. Zu seinen Verdiensten gehört der Aufbau der Kartographie als Studienrichtung. Im Rahmen der allgemeinen Geographieausbildung am Wiener Institut beschäftigte er sich auch mit verschiedenen Aspekten der Schulkartografie – wozu auch seine Tätigkeit für Schulatlanten im Verlag Westermann beitrug.
In seiner Lehrtätigkeit systematisierte er die Thematische Kartographie und ihre Darstellungsmethoden. Das »Handbuch zur Thematischen Kartographie«, das 1966 erschien, gehört zu den ersten deutschsprachigen Lehrbüchern in diesem Bereich.
Erik Arnberger war außerdem Vorsitzender der Kartographischen Kommission in der Österreichischen Geographischen Gesellschaft (1961 bis 1985), Präsident der Österreichischen Geographischen Gesellschaft (1975 bis 1978), außerordentliches Mitglied der Statistischen Zentralkommission des Österreichischen Bundeskanzleramts (ab 1968), Gründungsmitglied der Internationalen Kartographischen Vereinigung IKV (ab 1959, ehrenamtliche Aufgaben von 1971 bis 1973). An der österreichischen Akademie der Wissenschaften war er von 1969 bis 1985 Direktor des Instituts für Kartographie. Von 1970 bis 1976 war er auch Korrespondierendes Mitglied und später auch Arbeitsgruppenvorsitzender an der Akademie für Raumforschung und Landesplanung in Hannover.
Privatleben
Erik Arnberger ehelichte die Wissenschaftlerin Hertha Jurczak (verheiratete Pelinka, 1920–2018), mit der er die zwei Kinder Harald (1950) und Walter (1953) hatte. Gemeinsam mit seiner Frau unternahm er ausgedehnte Studienreisen, bei denen er alle Kontinente besuchte. 1987 infizierte er sich bei einer Afrikareise mit Malaria. Die unzulänglich behandelte Krankheit führte zu seinem Tod am 25. August 1987. Er wurde am Wiener Zentralfriedhof bestattet.
Der begeisterte Bergsteiger engagierte sich auch im Österreichischen Alpenverein, in dem er ab 1947 Mitglied war. Er war dort Lehrwart für Bergsteigen sowie Landesstellenleiter für alpines Jugendwandern, von 1963 2. Vorsitzender der Sektion Edelweiß und ab 1967 Mitglied im Kartographie-Ausschuss. Er widmete dem Alpenverein mehrere Publikationen, insbesondere »Die Kartographie im Alpenverein« von 1970. Von 1972 bis 1987 war er Erster Vorsitzender des Österreichischen Alpenvereins.

## Auszeichnungen
- 1966 Wissenschaftspreis des Landes Niederösterreich Förderungspreis
- korrespondierendes, später ordentliches Mitglied der Österreichischen Akademie der Wissenschaften (1968 bzw. 1971)
- 1971 Ehrendoktorwürde der Universität Bonn
- 1987 Ehrenmitglied der Deutschen Gesellschaft für Kartographie
- Ehrenmitglied der Geographischen Gesellschaft der DDR
- Ehrenmitglied der Ungarischen Geographischen Gesellschaft
- Silberne Carl-Ritter-Medaille der Gesellschaft für Erdkunde in Berlin
- 1982 Mitglied der Deutschen Akademie der Naturforscher Leopoldina in Berlin
- 1985 Franz-von-Hauer-Medaille der Österreichischen Geographischen Gesellschaft

## Werke
Arnberger publizierte ca. 360 Schriften. Zu den wichtigsten zählen:
- Handbuch zur Thematischen Kartographie. Wien 1966
- Die Kartographie im Alpenverein. Wien 1970